# Comstock (cràter)

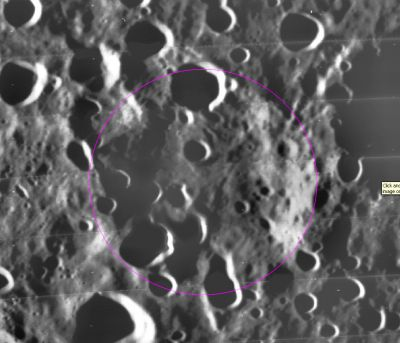
Captura de pantalla del programa MAP-A-Planet.

Comstock és un cràter d'impacte que es troba en la cara oculta de la Lluna, situat al nord-est de la plana emmurallada del cràter Fersman, i al nord del cràter Weyl.
Es tracta d'una formació de cràters erosionats amb diversos cràters petits que jeuen al llarg de la seva vora. Un d'ells està unit al costat interior de la vora i a la paret interior, que s'estén en part del seu recorregut a través del sòl. Un grup de petits cràters s'estenguin més enllà de la vora del sud-sud-oest i la paret interior. El sòl interior està marcat per diversos cràters petits i rastres del sistema de marques radials del cràter Ohm, que apareix cap a l'est-sud-est.

## Cràters satèl·lit
Per convenció aquests elements són identificats en els mapes lunars posant la lletra en el costat del punt mitjà del cràter que està més prop de Comstock.
|          | \| Comstock \| Coordenades \| Diàmetre \| \| -------- \| -------------------------------------- \| -------- \| \| A \| 24° 48′ N, 121° 12′ O / 24.8°N,121.2°O \| 21 km \| \| P \| 20° 06′ N, 122° 42′ O / 20.1°N,122.7°O \| 26 km \| |          |
| Comstock | Coordenades | Diàmetre |
| A        | 24° 48′ N, 121° 12′ O / 24.8°N,121.2°O | 21 km    |
| P        | 20° 06′ N, 122° 42′ O / 20.1°N,122.7°O | 26 km    |